# Биомедицинская инженерия

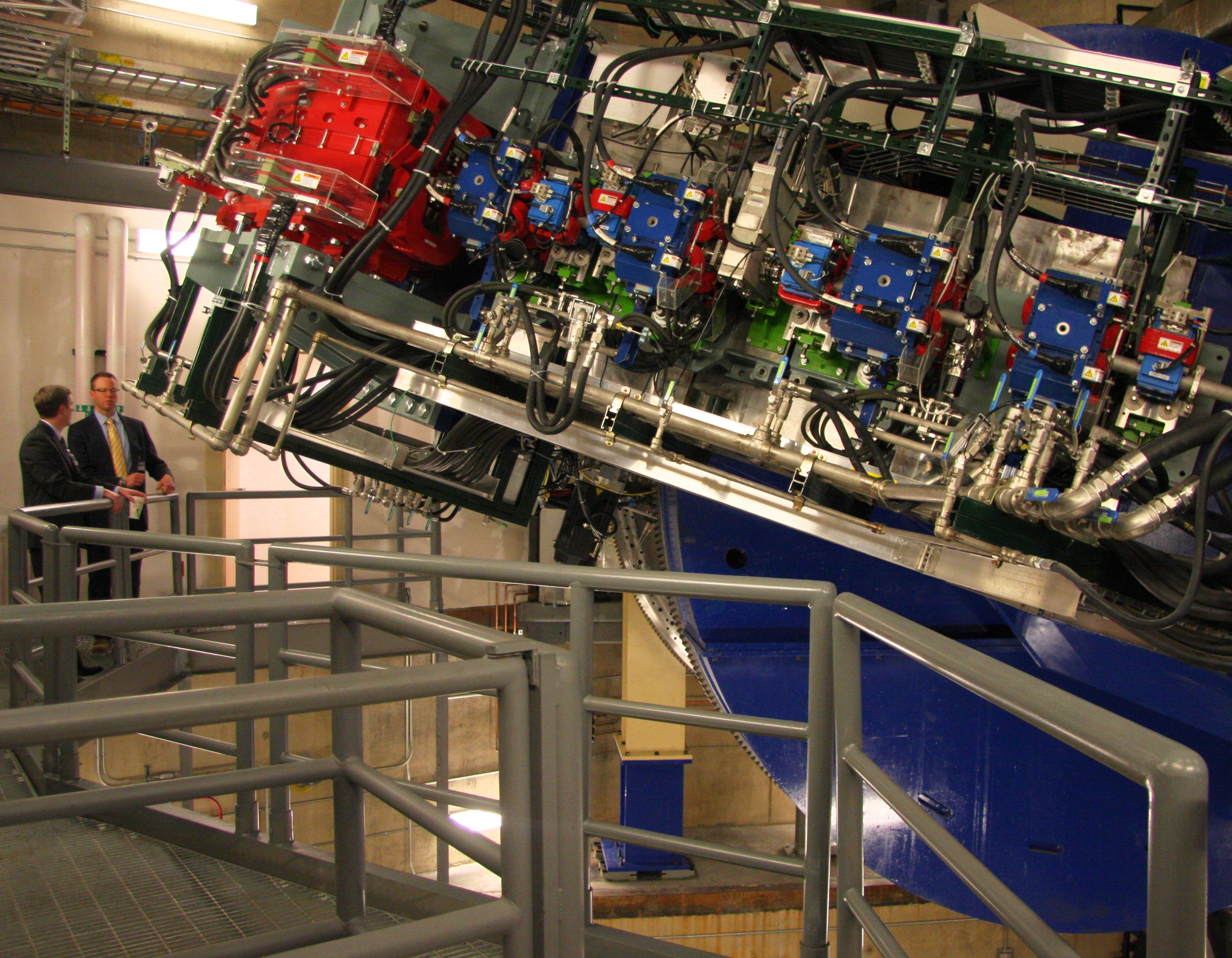
Инженерное оборудование для протонной терапии в клинике (США)

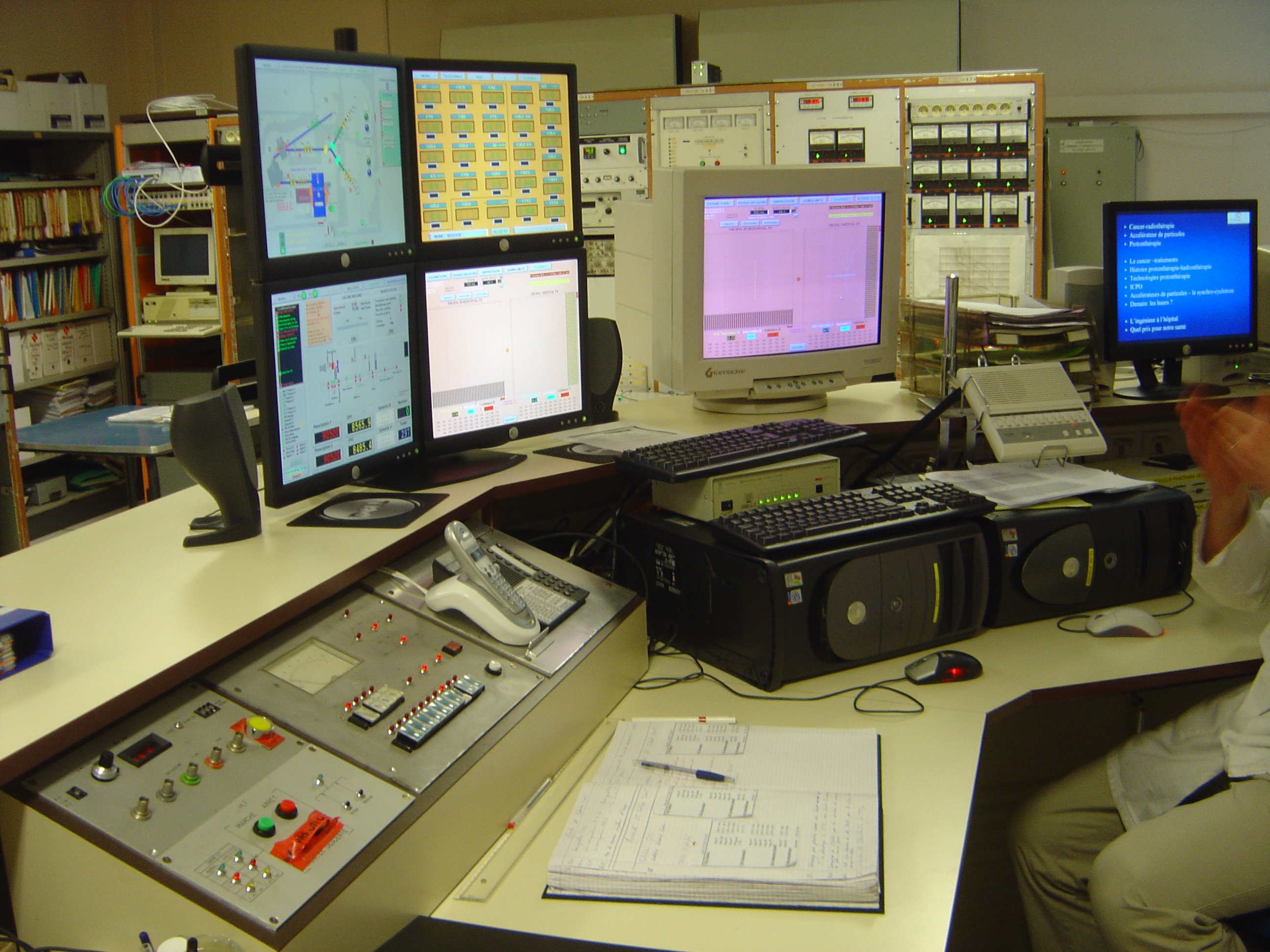
Инженерный пульт синхроциклотрона в центре протонной терапии (Франция)

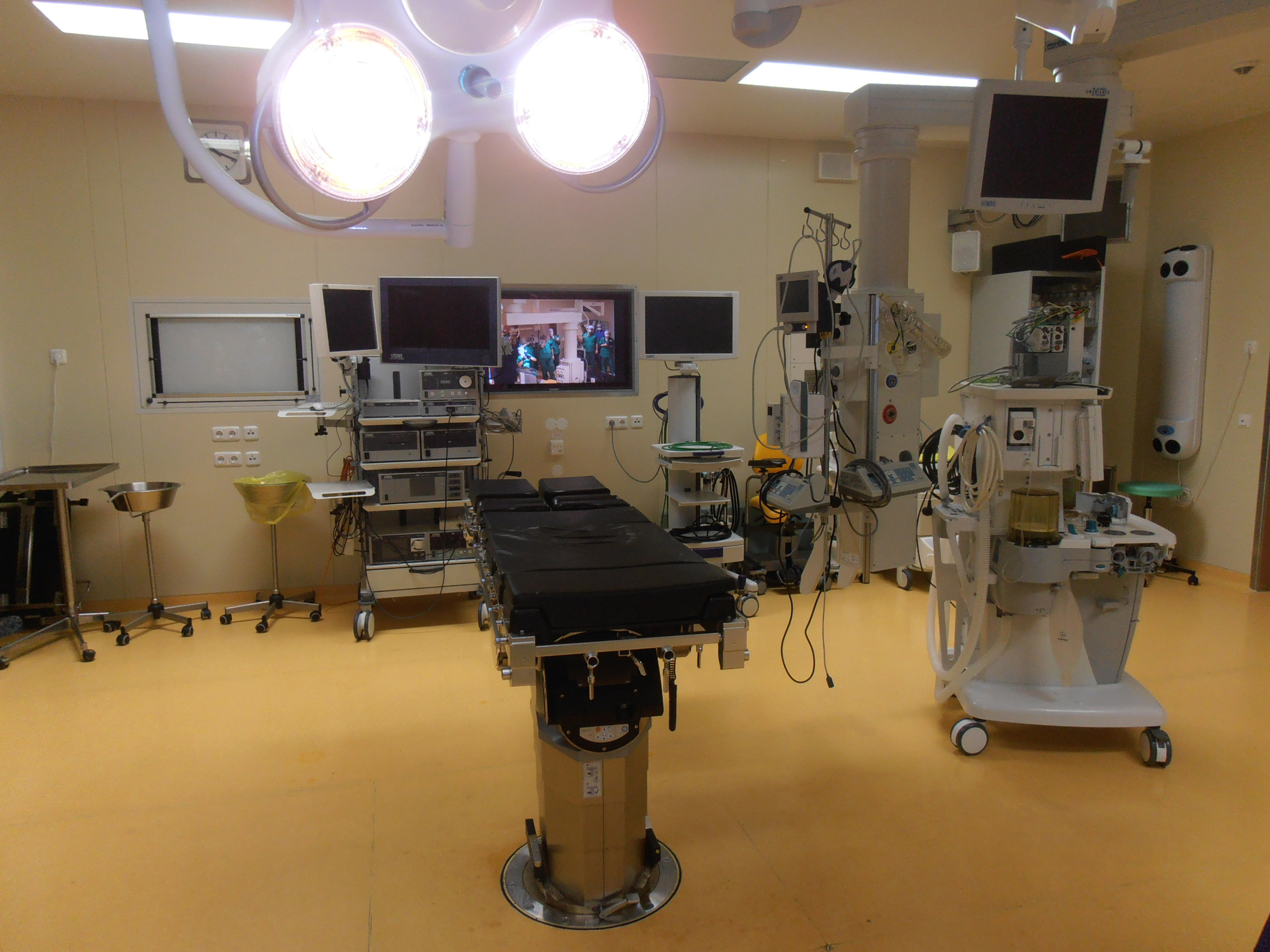
Телемедицинская система, Федеральный центр Нейрохирургии в Тюмени, 2013

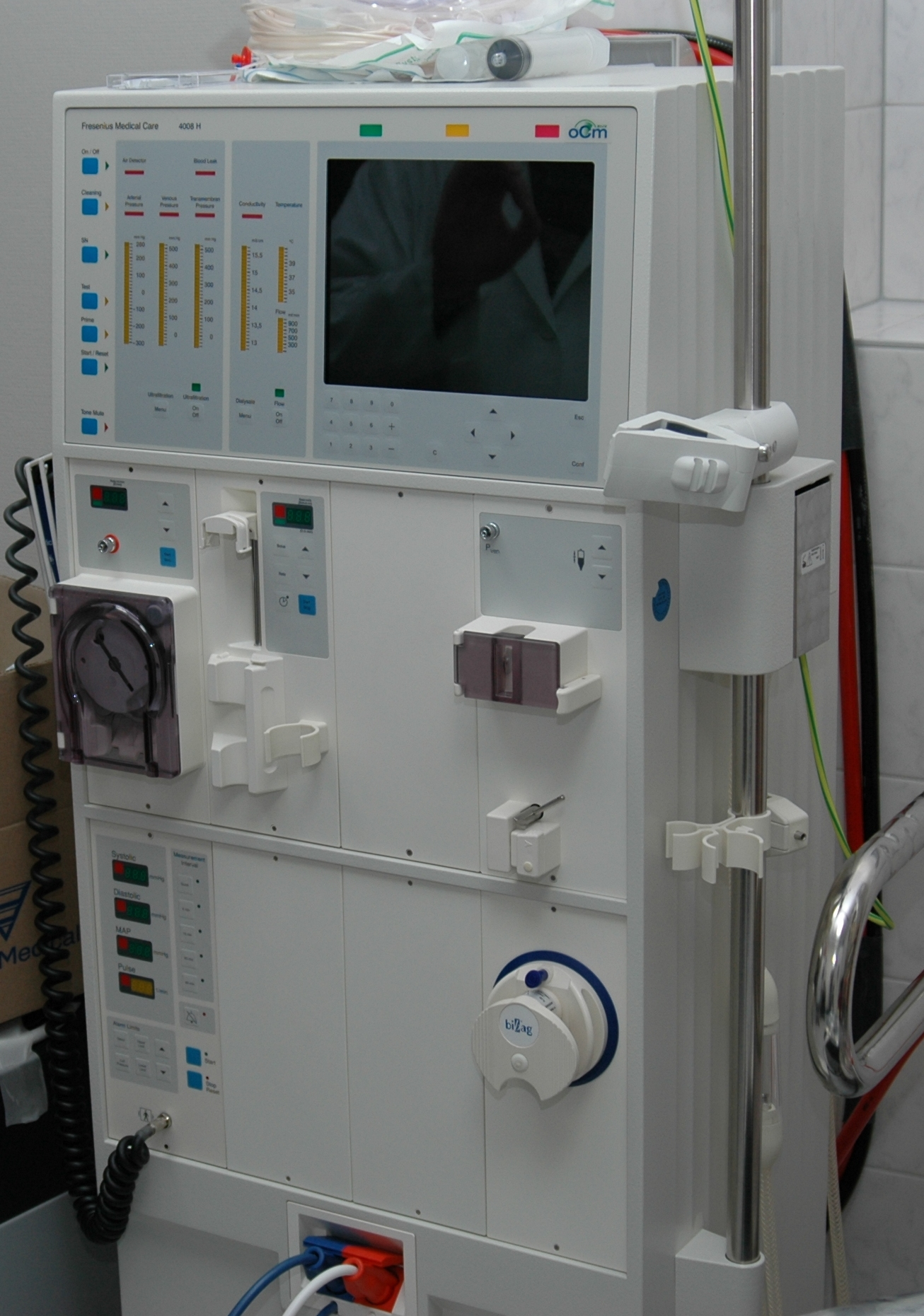
Гемодиализ, процесс очищения крови человека, чьи почки не работают нормально.

Биомедици́нская инженери́я (англ. biomedical engineering) или медицинская инженерия — это применение инженерных принципов и концепций проектирования в медицине и биологии в медицинских целях (например, для диагностики или лечения). Биомедицинская инженерия также традиционно является логической наукой для продвижения медицинского лечения, включая диагностику, медицинский мониторинг и терапию.
Биомедицинская инженерия органов и тканей человека решает медико-биологические проблемы как конструкторские задачи.

## История
Инженерные разработки активно используются в медицине с 1950-х годов, когда в массовую клиническую практику вошло рентгеновское исследование, и к XXI веку инженерные разработки широко используются в медицине.
Развитие биомедицинской инженерии обобщает новые переходы от тех междисциплинарных специализаций среди уже установленных областей, в настоящее время рассматривается область как самостоятельная. Данное направление науки и техники призвано сократить разрыв между инженерной наукой (техникой) и медициной с целью повышения качества оказания медицинской помощи, в том числе диагностики, мониторинга и лечения заболеваний.

## Научные ассоциации и издания
- Немецкое общество биомедицинской инженерии[нем.]
- Общество биомедицинской инженерии США[англ.]
- Канадское общество медико-биологической инженерии[англ.]
- Иранское общество биомедицинской инженерии
- Журнал «Медицинская техника» (в США издаётся в переводе под названием Biomedical Engineering)